# 普福尔茨海姆
普福尔茨海姆（德語：Pforzheim，發音：[ˈpfɔʁtshaɪm] ⓘ）是德国巴登-符腾堡州卡尔斯鲁厄行政区的城市县，也是恩茨县的县治，面积98.07平方千米，2023年12月31日人口为128,992人。
普福尔茨海姆以历史悠久的首饰和钟表工业而闻名世界，也因此而得名“黄金之城”（Goldstadt）。

## 译名
由於兩岸翻譯上的不同，因此台灣則將其音譯為「佛茨海姆」；中國大陸則將其音譯為「普福尔茨海姆」。

## 地理
普福尔茨海姆位于黑林山东部的北沿，卡尔斯鲁厄东南约25千米、斯图加特西北约37千米处。

## 经济
普福尔茨海姆是巴登-符腾堡州的一座重要的工业城市，是该州工业密度最高的城市之一。普福尔茨海姆的经济支柱产业是钟表和首饰制造业，德国约70%的首饰来自普福尔茨海姆，普福尔茨海姆的金属加工业和电子电工业提供了全市三分之二的工作岗位，而随之而来旅游业也担当起了越来越大的作用。
1767年4月6日巴登藩侯卡尔·弗里德里希的一份诏书为普福尔茨海姆的首饰加工业打开方便之门，他允许法国人让·弗朗索瓦·奥特朗（Jean François Autran）在普福尔茨海姆建造一家袖珍钟表厂，同年又授权扩建成首饰和精密钢制品厂。